# Veľky kopec
Veľky kopec (739 m) – szczyt w Małej Fatrze Krywańskiej (północno-wschodnia część Małej Fatry) w Centralnych Karpatach Zachodnich na Słowacji.
Veľky kopec znajduje się w zakończeniu północno-zachodniego grzbietu szczytu Poludňový grúň (1460 m), który poprzez Grúň opada w widły Vrátňanka i Stohovego potoku, oddzielając od siebie dwie odnogi Doliny Wratnej: Dolinę Starą i Dolinę Nową. Jest całkowicie zalesiony, ale na jego zachodnich, opadających do Doliny Starej stokach wycięto duże połacie lasu pod narciarskie trasy zjazdowe (ośrodek narciarski Vratna -  Paseky). Około 500 m na wschód znajduje się drugie nieco niższe i całkowicie zalesione wzniesienie – Maly kopec (718 m).